# Monae' Nichols
Monae' Nichols (Winter Haven, 24 novembre 1998) è una lunghista statunitense.

## Biografia
Nel 2024, dopo essersi classificata terza ai campionati statunitensi indoor nel salto in lungo, è stata selezionata per prendere parte ai campionati mondiali indoor di Glasgow, dove ha conquistato la medaglia d'argento con la misura di 6,85 m.

## Progressione

### Salto in lungo
| Stagione | Misura    | Luogo         | Data      | Rank. Mond. |
| -------- | --------- | ------------- | --------- | ----------- |
| 2024     | 6,85 m(i) | Glasgow       | 3-3-2024  |             |
| 2023     | 6,91 m    | Chula Vista   | 18-6-2023 |             |
| 2022     | 6,97 m    | Lubbock       | 14-5-2022 |             |
| 2021     | 6,75 m(i) | Lubbock       | 23-1-2021 |             |
| 2020     | 6,44 m    | Columbia      | 22-2-2020 |             |
| 2019     | 6,26 m    | Daytona Beach | 29-3-2019 |             |
| 2018     | 6,24 m    | Gainesville   | 13-4-2018 |             |

## Palmarès
| Anno | Manifestazione  | Sede     | Evento         | Risultato | Prestazione | Note                                     |
| ---- | --------------- | -------- | -------------- | --------- | ----------- | ---------------------------------------- |
| 2024 | Mondiali indoor | Glasgow  | Salto in lungo | Argento   | 6,85 m      | Miglior prestazione personale stagionale |
| 2024 | Giochi olimpici | Parigi   | Salto in lungo | 6ª        | 6,67 m      |                                          |
| 2025 | Mondiali indoor | Nanchino | Salto in lungo | 8ª        | 6,49 m      |                                          |

## Campionati nazionali
2022
- 4ª ai campionati statunitensi assoluti, salto in lungo - 6,58 m

2023
- 7ª ai campionati statunitensi assoluti indoor, salto in lungo - 6,26 m
- 7ª ai campionati statunitensi assoluti, salto in lungo - 6,49 m

2024
- Bronzo ai campionati statunitensi assoluti indoor, salto in lungo - 6,73 m